# Movimento per la Giustizia del Pakistan
Il Movimento per la Giustizia del Pakistan (in urdu پاکستان تحريک انصاف/ tradotto letteralmente come Pakistan Tehreek-e-Insaf) è un partito politico centrista, nazionalista e comunitario del Pakistan fondato nel 1996 su iniziativa di Imran Khan, filantropo ed ex giocatore di cricket della squadra nazionale pakistana.

## Storia
Il partito si è affermato come formazione anti-sistema con l'obiettivo di creare un modello di stato sociale, democratico, moderno e islamico. È il partito con il più alto tasso di crescita in Pakistan e, con più di 10 milioni di membri (dichiarati) in Pakistan e all'estero, afferma di essere il primo partito del paese per numero di iscritti, e uno dei più grandi al mondo 
Ha boicottato le elezioni parlamentari del 2008, ritenendo non ci fossero le condizioni per un procedimento elettorale trasparente. Il partito ha invece partecipato alle successive elezioni parlamentari del 2013, in occasione delle quali ha ottenuto il 16,9% dei voti e 35 seggi risultando così la terza formazione del Paese per numero di voti e di seggi.
I maggiori consensi del partito sono concentrati nel Punjab, nella città metropolitana di Karachi e nel Kybher Pakhtunkhwa, dove ha formato un governo di coalizione.
Grazie alle elezioni parlamentari del 2018, ha ottenuto 149 seggi in parlamento risultando la formazione del paese con più voti e seggi.
In seguito al risultato nelle elezioni del febbraio/marzo 2022 il Movimento per la Giustizia del Pakistan ha anche la maggioranza dei seggi in Punjab, Kyber Pakhtunkhwa ed ha formato un proprio governo regionale anche in Belucistan.

## Risultati elettorali
Assemblea Nazionale
| Anno elezioni | Seggi              | Voti               | %                  |
| ------------- | ------------------ | ------------------ | ------------------ |
| 1997          | 0 / 207            | 314.820            | 1,6                |
| 2002          | 1 / 342            | 242.472            | 0,8                |
| 2008          | Non ha partecipato | Non ha partecipato | Non ha partecipato |
| 2013          | 35 / 342           | 7.679.954          | 16,9               |
| 2018          | 149 / 342          | 16.903.702         | 31,9               |